# Kelowna
Kelowna is een stad in de Canadese provincie Brits-Columbia, in de regio Okanagan. De stad telde 144.576 inwoners in 2021 en kent een zeer levendige cultuur.
De stad staat bekend als de warmste plaats in Canada (hoewel het er in de winter ook bijzonder koud kan zijn), waardoor het een uitzonderlijk goed gebied is voor wijnbouw en boomgaarden. Diverse wijnboeren hebben zich langs het meer gevestigd en met name de "sparkling wine" wint vele prijzen op de wereldmarkt. Toeristen krijgen hier vaak gratis of tegen een geringe vergoeding een uitgebreide rondleiding, inclusief proeven.
De stad heeft een gematigd landklimaat (Dfb) met relatief milde winters voor een landklimaat (gemiddelde decembertemperatuur -2,6°C). Soms wordt de grens voor gematigde en landklimaten op -3°C gelegd en zo zou Kelowna zelfs een oceanisch klimaat (Cfb, een type gematigd klimaat) hebben, weliswaar met relatief weinig neerslag (slechts 387 mm per jaar). Het nabije Okanaganmeer matigt de temperaturen in de winter.
De stad telt zo'n 127.380 inwoners (in 2016). Het metropolitane gebied rond de stad telt 194.882 inwoners.

## Geschiedenis
Kelowna werd gesticht door missionarissen in 1859, en werd officieel een woonplaats in 1905.
Tussen 1986 en 1996 groeide de stad zeer sterk en steeg het inwoneraantal van 61.000 naar meer dan 89.000 inwoners.

## Partnersteden
- Veendam, Nederland
- Kasugai, Japan

## Geboren
- Kevin Bazzana (1963), musicoloog
- Brent McMahon (1980), triatleet
- Taylor Kitsch (1981), model en acteur
- Kelsey Serwa (1989), freestyleskiester
- Taylor Ruck (2000), zwemster
- Natalie Sourisseau (1992), hockeyspeelster

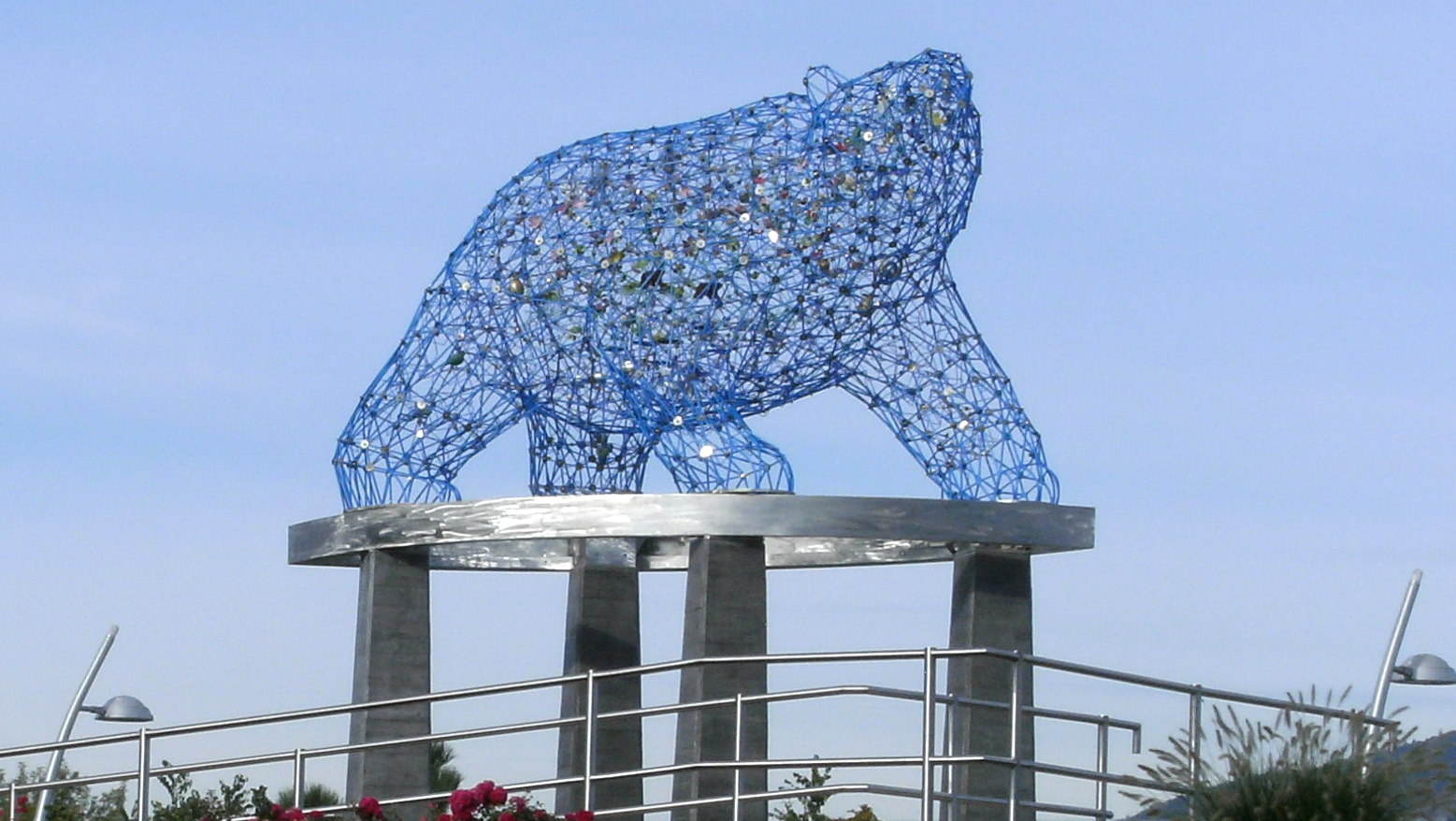
Sculptuur van beer in staal en koper in centrum van Kelowna. (Werk van Brower Hatcher, Rhode Island, USA)